# Joaquín Valverde Durán
Joaquín Valverde Durán (Badajoz, 27 febbraio 1846 – Madrid, 17 marzo 1910) è stato un compositore spagnolo molto popolare, padre del compositore Joaquín "Quinito" Valverde. È l'autore della partitura della rivista lirico-comica La Gran Vía e molte altre zarzuelas.

## Biografia
Dopo gli studi al Conservatorio di Madrid che non portò a termine studiò composizione da autodidatta e diresse numerose orchestre nei teatri di Madrid. Ha collaborato a commedie con Manuel Fernández Caballero, Ruperto Chapí, Julián Romea e altre personalità teatrali del suo tempo.
Nel 1872 iniziò la sua relazione con Federico Chueca, che avrebbe dato i suoi frutti in una lunga lista di lavori congiunti. Tra tutti e due avrebbero aiutato a rilanciare il género chico. Uno dei suoi più grandi successi fu La Gran Vía (1886).

## Opere
- Principio del formulario
- Amelia
- Carmencita
- Cita matinal
- Doña Josefa
- El primer desliz
- El príncipe Carnaval
- El recreo
- El sueño del amor
- La baraja francesa
- La boda de mi criada
- La comedia
- La cri-cri
- La flauta
- La marcha de Cádiz
- Principio del formulario
- Las píldoras de Hércules
- La vendedora de cigarros
- Los votos de un amante
- Mi guitarra
- Niña Pancha
- Penélope
- Pilina
- 30 preludios ad libitum sobre los acordes tónico y dominante
- Salón-Eslava
- Solo de fagot con acompañamiento de piano

### Collaborazione con Federico Chueca
- ¡Bonito país!
- ¡A los toros!
- Agua y cuernos
- Cádiz
- Caramelo
- De la noche a la mañana
- De Madrid a Barcelona
- De Madrid a París
- El año pasado por agua
- En la tierra como en el cielo
- Fiesta nacional
- La canción de la Lola
- La Gran Vía
- Las ferias
- Luces y sombras
- Medidas sanitarias
- Vivitos y coleando

### Collaborazione con Julián Romea
- La segunda tiple
- Los domingueros

### Collaborazione con Joaquín Valverde Sanjuán
- La noche de San Juan